# 3211-es mellékút (Magyarország)
A 3211-es számú mellékút egy bő 6 kilométeres hosszúságú, négy számjegyű mellékút Heves vármegyében. Gyakorlatilag Kömlő egyik belső útjának tekinthető, a település és délnyugati szomszédja, Tarnaszentmiklós között biztosít összeköttetést.

## Nyomvonala
A 3209-es útból ágazik ki, annak a 12+750-es kilométerszelvénye táján, Tarnaszentmiklós keleti határszéle közelében, északkelet felé. Kevesebb, mint 100 méter után átlép Kömlő közigazgatási területére, és a továbbiakban már el sem hagyja azt. Első, közel másfél kilométernyi szakasza a Hevesi Füves Puszták Tájvédelmi Körzet védett területei között húzódik, majd mezőgazdasági hasznosítású területrészek között folytatódik. 3,5 kilométer után elhagyja addig követett irányát és északnak fordul, így éri el – mintegy 4,7 kilométer után – Kömlő belterületének nyugati szélét is, ahol a Május 1. utca nevet veszi fel. Az ötödik kilométerét elhagyva, egy közel derékszögű irányváltással kelet-északkeleti irányba fordul és a Kossuth Lajos utca nevet veszi fel; így is ér véget a község központjában, beletorkollva a 3212-es útba, annak a 11+150-es kilométerszelvénye közelében.
Teljes hossza, az országos közutak térképes nyilvántartását szolgáló kira.kozut.hu adatbázisa szerint 6,086 kilométer.

## Története
1948-ban kapott betonburkolatot; legutóbbi felújítása 2021 nyarán volt.